# Domaine de chasse de Swa-Kibula
Le domaine de chasse de Swa-Kibula est un domaine de chasse de la république démocratique du Congo, situé au sud de Swa-Kibula, dans le sud du Bandundu, à la frontière avec l’Angola.
Sa superficie est approximativement 1 400 000 ha. Le domaine a été créé en 1952 par l’arrêté départemental n° 658/AGRI du 24/1252.